# ハピ・どき
『ハピ♥ドキ』は、2012年4月7日から2018年3月24日までテレビ愛媛で放送された情報番組。愛媛県内にある飲食店や話題のスポットなどを取り上げている。

## 放送時間
| 放送期間      | 放送期間      | 放送日時（JST）    |
| ------------- | ------------- | ------------------ |
| 2012年4月7日  | 2013年9月26日 | 土曜 11:30 - 11:45 |
| 2013年10月5日 | 2016年3月26日 | 土曜 09:55 - 10:20 |
| 2016年4月2日  | 2018年3月24日 | 土曜 10:25 - 10:50 |

## 出演者
- 越智亜里沙
- 越智もとみ
- 坂野麻友美
- 石橋梨恵
  - 2015年4月から2016年4月まで『エミフルズ』第8期生として活躍していた。テレビ愛媛では金曜22:52 - 22:56[1]に『エミフル♥コミュ』を放送している。
- 山本亜矢子

### 過去の出演者
- 坪北奈津美
- 久保田結衣（2015年4月 - 2017年3月25日）[2]

以下はすべて当時のテレビ愛媛アナウンサー。
- 久保田夏菜
- 八木菜緒（開始 - 2015年3月）
- 東将太